# Methylperfluoroctanoat
Methylperfluoroctanoat ist eine chemische Verbindung aus der Gruppe der perfluorierten Carbonsäureester.

## Gewinnung und Darstellung
Methylperfluoroctanoat kann durch Reaktion von Perfluoroctansäure oder Perfluoroctanoylchlorid mit Methanol gewonnen werden.

## Eigenschaften
Methylperfluoroctanoat ist eine farblose Flüssigkeit.

## Verwendung
Methylperfluoroctanoat kann als Zwischenprodukt zur Herstellung anderer chemischer Verbindungen verwendet werden.

## Regulierung
Die Perfluoroctansäure (PFOA), ihre Salze und PFOA-verwandte Verbindungen (Vorläuferstoffe) wurden 2019 in den Anhang A (Eliminierung) des Stockholmer Übereinkommens aufgenommen. Der Beschluss wurde durch eine Änderung der EU-POP-Verordnung in EU-Recht übernommen. In der Schweiz wurde dieser in der Chemikalien-Risikoreduktions-Verordnung umgesetzt.